# 23729 Кемейша
23729 Кемейша (23729 Kemeisha) — астероїд головного поясу, відкритий 21 квітня 1998 року.
Тіссеранів параметр щодо Юпітера — 3,565.